# フランチェスカ・ダ・リミニ

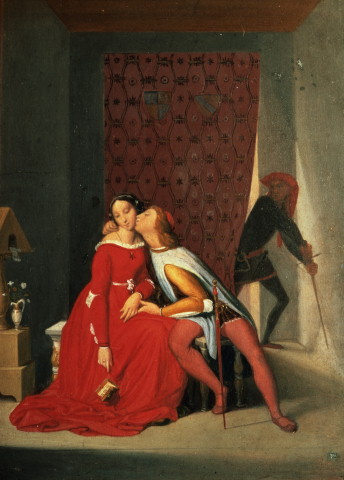
ドミニク・アングル『パオロとフランチェスカを発見するジャンチョット』（1819年）

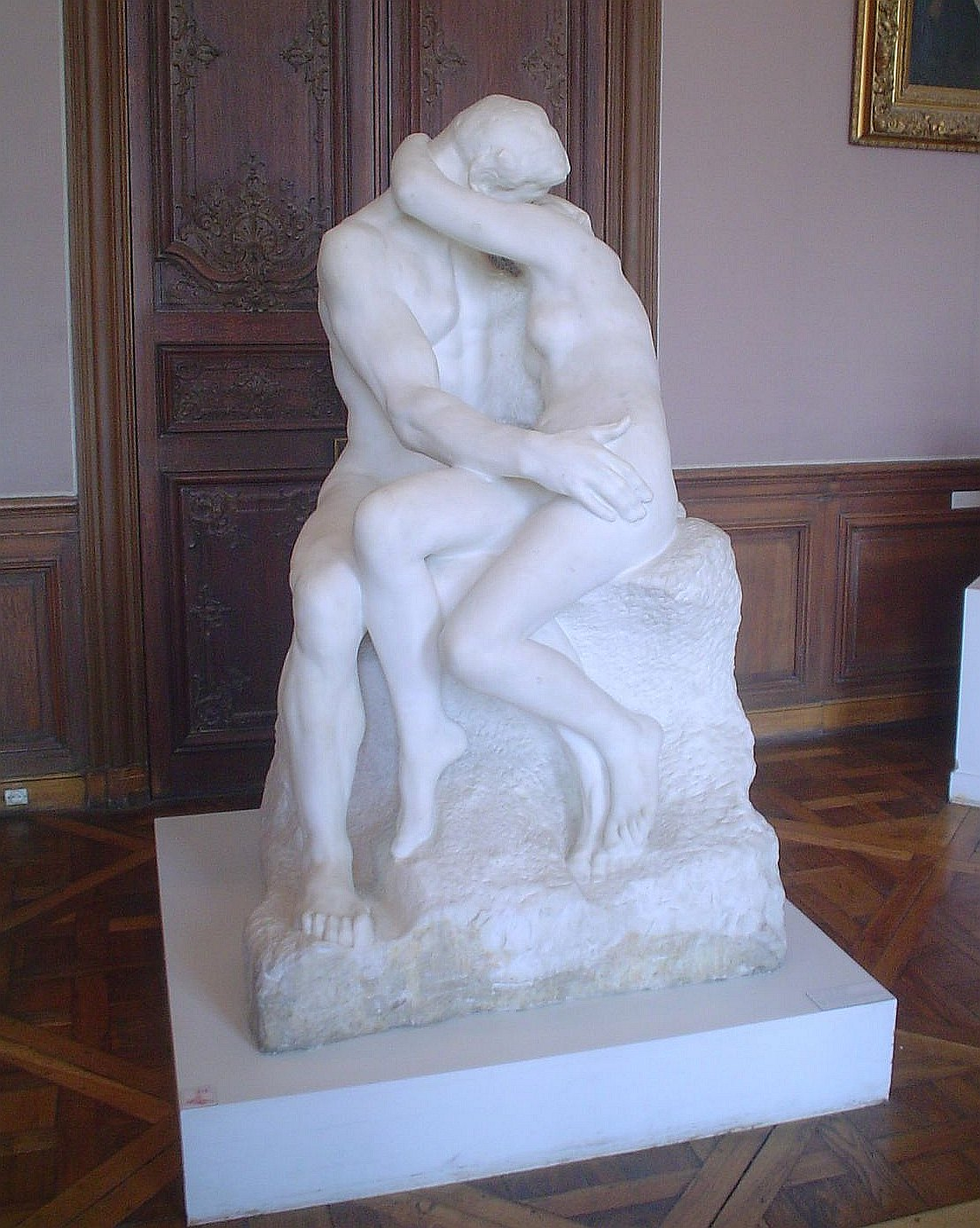
オーギュスト・ロダン『接吻』（1888年） - 初期タイトルはFrancesca da Rimini

フランチェスカ・ダ・リミニ（Francesca da Rimini, 1255年 - 1285年）は、ラヴェンナ領主グイド・ダ・ポレンタの娘。フランチェスカ・ダ・ポレンタ（Francesca da Polenta）とも呼ばれる。ダンテ・アリギエーリの同時代人であり、ダンテは『神曲』地獄篇に彼女を登場させた。
グイド・ダ・ポレンタは、マラテスタ家との争いを終わらせるため、娘フランチェスカをリミニ領主ジョヴァンニ・マラテスタ（ジャンチョットとも）へ嫁がせることとした。ジョヴァンニは勇猛だが、足が不自由で容姿は醜かった。グイドは、フランチェスカがジョヴァンニを嫌ったことを知り、ジョヴァンニのハンサムな弟パオロ・マラテスタを代理人として結婚式を執り行った。
フランチェスカとパオロは恋に落ち、フランチェスカは結婚式翌日の朝まで、自分が騙されたことに気づかなかった。
ある時、フランチェスカとパオロは、2人でランスロットとグイネヴィア王妃の物語を読んでいるうちに互いに惹かれ合い、不意にパオロはフランチェスカを抱き寄せた。その直後、2人の密会を物陰から盗み見ていたジョヴァンニにより、2人は殺された。

## 触発された作品
フランチェスカとパオロの悲恋は『神曲』を嚆矢として多くの文学・音楽・美術作品の題材となった。
- ダンテ・アリギエーリ：『神曲』（1321年）
- サヴェリオ・メルカダンテ：オペラ『フランチェスカ・ダ・リミニ（イタリア語版）』 （1831年）)
- アリ・シェフェール：『パオロとフランチェスカ』（1855年）
- ピョートル・チャイコフスキー：幻想曲『フランチェスカ・ダ・リミニ』（1876年）
- アンブロワーズ・トマ：オペラ『リミニのフランソワーズ（英語版）』（1882年）
- オーギュスト・ロダン：『接吻』（1887年）
- ガブリエーレ・ダンヌンツィオ：戯曲『フランチェスカ・ダ・リミニ（英語版）』（1901年）
- セルゲイ・ラフマニノフ：オペラ『フランチェスカ・ダ・リミニ（英語版）』（1906年）
- リッカルド・ザンドナーイ：オペラ『フランチェスカ・ダ・リミニ（英語版）』（1914年）
- ボリス・アサフィエフ :バレエ「フランチェスカ・ダ・リミニ」（1943年）